# سیارک ۹۳۷

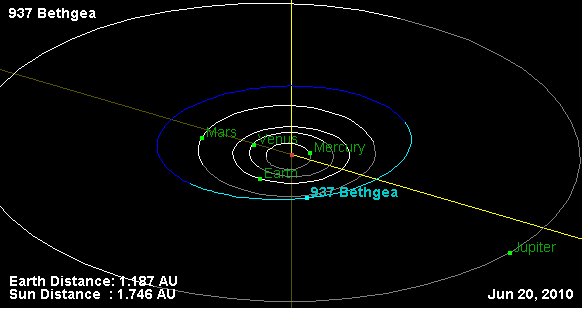
نمایی از محل قرارگیری سیارک ۹۳۷ در مدار – ۲۰۱۰

سیارک ۹۳۷ (به انگلیسی: 937 Bethgea، نامگذاری:1920HO) نهصد و سی و هفتمین سیارک کشف شده‌است که در ۱۲ سپتامبر ۱۹۲۰ و در هایدلبرگ کشف شد.
قدر مطلق سیارک برابر ۱۱٫۸۳ است.